# Миколай из Пыздры
Миколай из Пыздры известный также, как Миколай Пейсер (пол. Mikołaj z Pyzdr; около 1363—1424) — польский философ, теолог, профессор, доктор наук, один из профессоров-основателей и ректор Краковского (Ягеллонского) университета.
Родился, по видимому, в г. Пыздры или близ него.
Образование получил в Пражском университете. Там же, в 1383 году стал бакалавром, а в 1386 году — магистр искусств (magistrem artium).
В Праге начал изучать богословие, в 1407 в Кракове получил степень доктора теологии. Ученик Яна Иснера.
В 1406—1407 — ректор Краковского (Ягеллонского) университета.
Из трудов Миколая Пейсера сохранились до наших дней «Синодальные положения (уставы) Познаской диецезии» («Statuty synodalne diecezji poznańskiej») и «Lectura super Psalterium».